# Dicranomyia michaeli
Dicranomyia michaeli là một loài ruồi trong họ Limoniidae. Chúng phân bố ở miền Cổ bắc.